# Syrphoctonus flavidus
Syrphoctonus flavidus là một loài tò vò trong họ Ichneumonidae.